# Пригородное (Жаркаинский район)
Пригородное (каз. Пригородное) — село в Жаркаинском районе Акмолинской области Казахстана, образует административно-территориальную единицу «Село Пригородное» со статусом сельского округа.
- Код КАТО — 115463100[2].
- Код КАТО административной единицы — 115463000[3].

## География
Село расположено вдоль реки Ишим, в 4 км на юг от центра района города Державинск.
Административно село граничит:
- на востоке с Нахимовским сельским округом, городом Державинск и со селом Тассуат,
- на юго-востоке со селом Львовское,
- на юго-западе и западе с Амангельдинским районом Костанайской области,
- на севере с Костычевским сельским округом и со селом Гастелло.

### Улицы[4]
- пр. Рабочих,
- ул. Акпана Укубаева,
- ул. Коммунистическая,
- ул. Ленина,
- ул. Молодежная,
- ул. Новоселов,
- ул. Октябрьская,
- ул. Первомайская,
- ул. Пригородная,
- ул. Свободы,
- ул. Строительная,
- ул. Целинная.

### Ближайшие населённые пункты
- город Державинск в 4 км на севере,
- село Львовское в 11 км на юго-востоке.
- село Нахимовка в 23 км на востоке.

## Население
В 1989 году население села составляло 1077 человек (из них русских 42%).
В 1999 году население села составляло 885 человек (486 мужчин и 399 женщин). По данным переписи 2009 года, в селе проживало 685 человек (338 мужчин и 347 женщин).
| Численность населения | Численность населения | Численность населения |
| 1989                  | 1999                  | 2009                  |
| --------------------- | --------------------- | --------------------- |
| 1077                  | ↘885                  | ↘685                  |